# Autoridade de Saúde
Autoridade de saúde é o poder de intervenção do Estado na defesa da Saúde Pública, na prevenção da doença e manutenção da saúde, pela prevenção dos factores de risco e controle de situações susceptíveis de causarem ou acentuarem prejuízos graves à saúde individual, da população em geral ou de grupos específicos. Compreende ainda os poderes relativos à sanidade internacional.
São competências da autoridade de saúde:
- investigação e vigilância epidemiológica;
- vigilância sanitária de aglomerados populacionais, serviços, estabelecimentos e locais públicos, e determinação de medidas correctores para a defesa da saúde pública;
- ordenar a suspensão de actividades ou encerramento de serviços, estabelecimentos e locais públicos que coloquem em grave risco a saúde pública;
- desencadear internamento ou prestação compulsiva de cuidados de saúde a indivíduos que prejudiquem a saúde pública;
- Vigilância sanitária das fronteiras;
- requisição de serviços, estabelecimentos e profissionais de saúde em caso de epidemias graves.